# Erik Adigard
Erik Adigard des Gautries (Brazzaville, 1953) es un diseñador gráfico, artista multimedia y educador que reside en el Área de la Bahía de San Francisco. Cofundador de MAD, una empresa de diseño con sede en Berkeley. Es un excolaborador de diseño de la revista Wired.

## Biografía
Adigard nació en la República del Congo donde su padre estaba destinado como corresponsal extranjero francés. Su abuelo es Jean Adigard des Gautries, un destacado historiador y ganador de la Legión de Honor. Cuando Adigard tenía diez años, su familia regresó a París. Comenzó sus estudios universitarios en Literatura Inglesa, Semiótica y Bellas Artes en Francia antes de venir a los Estados Unidos para obtener un BFA (1987) en Diseño Gráfico en el California College of the Arts (CCA).
Cuando era estudiante, los primeros diseños de Adigard le valieron premios nacionales por su mezcla experimental de iconografía y técnicas de impresión offset. Después de graduarse, con Patricia McShane, estableció MAD, también conocido como "madxs", un estudio de diseño de marcas y comunicaciones. Desde que creó sus primeras imágenes digitales para la revista Macworld en 1989, ha estado explorando los límites de la disciplina del diseño gráfico a medida que continúa siendo redefinida por las relaciones cambiantes con la tecnología y los fenómenos sociales. Sus actividades van desde branding, impresión, web, video y multimedia, hasta consultoría y exhibiciones, siempre con una preocupación por la precisión conceptual y la innovación creativa.
En 1992 participó en el lanzamiento de la revista Wired al concebir su primer ensayo visual y luego continuó desarrollando una lengua vernácula visual específica de Wired y, a menudo, etiquetada como "aspecto de Wired". Entre 1996 y 1998 se desempeñó como director de diseño de WiredVentures, donde diseñó nuevas ofertas web, incluido el motor de búsqueda Hotbot, WiredNews y el innovador LiveWired.
Su breve documental, Webdreamer, un retrato de otros diseñadores web, se presentó en festivales de cine internacionales como RESfest y el Festival de Cine de Sundance.
En 1999 fue coautor de Architecture Must Burn con Aaron Betsky.
Desde 2000 hasta 2004, Adigard desarrolló una estrategia de marca para el software de IBM, creando un sistema gráfico que permitía cinco marcas distintas; DB2, Lotus, Tivoli, Rational y Websphere, para combinarlos en una oferta integrada. Este sistema de marca incluía una campaña visual que estuvo en uso continuo a lo largo de la década.
AirXY: From Immaterial to Rematerial fue una instalación multimedia inmersiva de 2008 que incorporó efectos digitales, arquitectónicos, de luz y de sonido para formar espacios y una arquitectura que desaparece tan rápido como se forma. Este concepto, de Erik Adigard y el artista Chris Salter, fue dirigido por el ex curador de arquitectura y diseño del Museo de Arte Moderno de San Francisco, Aaron Betsky. Esta obra fue encargada por la Bienal de Arquitectura de Venecia.
Desde 2011, Adigard ha estado enseñando en el programa de diseño de grado y MFA en el Colegio de Artes de California en San Francisco y París, Francia.

### Exposiciones
Entre muchas exhibiciones, sus principales encargos incluyen Catalysts!, Engage for ExperimentaDesign2005, Bienal de Lisboa y AirXY: From Immaterial to Rematerial por el Bienal de Arquitectura de Venecia en 2008.
En la Bienal de Arquitectura de Venecia en 2012, Adigard creó el diseño gráfico y una exhibición en el piso para Intervenciones espontáneas, la instalación del Pabellón Americano que recibió una mención especial por Participación Nacional por parte del Jurado de la Bienal.
Las creaciones de Adigard se han mostrado en importantes exposiciones internacionales, festivales de cine y publicaciones, como el Festival de Cine de Sundance, el Museo de Arte de Pasadena, el Museo de Arte de Denver, el Museo de Arte Moderno de San Francisco, el Museo Nacional de Diseño Cooper-Hewitt, el Wellcome Trust en Londres, el Aeropuerto Internacional Toronto Pearson(2008), y la Historia del Diseño Gráfico de Meggs.

### Premios
Entre sus principales premios se encuentra el Premio Chrysler a la Innovación en el Diseño en 1998.
Erik Adigard fue becario del premio Premio Roma de la Academia Americana en Roma 2012-2013.

### Membresías
Pertenece a Alliance Graphique Internationale y de 2009 a 2011 fue miembro de la junta de Adobe Design Achievement Awards. Otras actividades académicas incluyen el asesoramiento y la enseñanza en diseño gráfico, diseño de medios y arquitectura, y conferencias en los EE. UU. y en el extranjero sobre temas de diseño emergentes.